# Nazir Jaser
Nazir Jaser (arabisch نذير الجاسر Nadhīr al-Dschāsir, DMG Naḏīr al-Ǧāsir; * 10. April 1989 in Aleppo) ist ein syrischer Radrennfahrer.

## Jugend in Syrien und Flucht
Nazir Jaser wuchs in seiner Geburtsstadt Aleppo auf. Als er zehn Jahre alt war, starb sein Vater, der insgesamt elf Kinder aus zwei Ehen hatte. Mit zwölf verließ Nazir Jaser die Schule und erlernte in der Altstadt von Aleppo das Schneiderhandwerk. Wann immer er Freizeit hatte, trainierte er auf einem gebrauchten Mountainbike, das ihm einer seiner älteren Halbbrüder gekauft hatte, und gewann bald erste lokale Rennen. Als er 17 Jahre alt war, wurde er Mitglied des größten Radsportvereins von Aleppo, Mitglied des Junioren-Nationalteams und 2010 Mitglied des Nationalteams in Damaskus. 2011 besuchte er seine Mutter in Aleppo und erlebte dort die kriegerischen Auseinandersetzungen um die Stadt. Er floh, nur mit einem Rucksack, zurück nach Damaskus; mehrere Jahre lebte er dort zusammen mit seinem Sportkameraden Yalmaz Habash in einem Hotelzimmer.
2015 wurde Jaser zweifacher syrischer Meister. Als er erfuhr, dass sein Mannschaftskollege und Olympiateilnehmer Omar Hasanin verhaftet und misshandelt worden war, plante er die Flucht aus Syrien. Er verkaufte seine gesamte Sportausrüstung und machte sich gemeinsam mit einer Gruppe von insgesamt 14 Menschen, darunter die Rennfahrer Yalmaz Habash, Naim Masri, Nabil Allaham und Tarek Al Moakee, über den Libanon, die Türkei und Griechenland auf den Weg nach Deutschland; die Überfahrt über das Mittelmeer erfolgte per Schlauchboot.
In Berlin suchten Jaser und seine Sportkameraden Kontakt zu den dortigen Radsportlern, indem sie unter anderem spontan ins Velodrom gingen. Schließlich nahm sich der Berliner Frank Röglin von der NRVg Luisenstadt der Gruppe von syrischen Radsportlern an, die inzwischen erste Rennen für den Verein fuhren. Die Familie von Jaser lebt mittlerweile verstreut in der Türkei, in Jordanien, Ägypten und Saudi-Arabien. Jaser absolvierte in Berlin eine Ausbildung zum Sport- und Fitnesskaufmann und ist für den Landessportbund Berlin tätig (Stand 2021). Zudem engagiert er sich als Jugendleiter der NRVg Luisenstadt.

## Sportliche Laufbahn
2010 belegte Nazir Jaser im Straßenrennen der asiatischen Radsportmeisterschaften Platz 14, zwei Jahre darauf wurde er 13. Im Jahr 2011 gewann er das Straßenrennen der arabischen Clubmeisterschaften. 2013 startete er im Einzelzeitfahren der Straßen-Weltmeisterschaften im italienischen Montecatini Terme und belegte den 77. und letzten Platz. 2015 wurde er zweifacher syrischer Meister, im Straßenrennen sowie im Einzelzeitfahren, nachdem er im Jahr zuvor schon Vize-Straßenmeister geworden war.
Im selben Jahr floh Jaser vor dem Krieg in seiner syrischen Heimat nach Berlin. 2016 wurde er für das Refugee Olympic Team zur Teilnahme an den Olympischen Spielen in Rio de Janeiro vorgeschlagen, aber wegen fehlender Form nicht nominiert. 2016 und 2017 erreichte er erste vordere Platzierungen bei Rennen in Deutschland. Als Mitglied des  KED-Bianchi Teams Berlin startete er bei den deutschen Straßenmeisterschaften im Mannschaftszeitfahren. Jaser wurde vom syrischen Radsportverband zur Teilnahme am Einzelzeitfahren der UCI-Straßen-Weltmeisterschaften 2017 im norwegischen Bergen nominiert. Er belegte Rang 56 unter 64 Startern. 2019 wurde er vom syrischen Radsportverband für seine dritte WM-Teilnahme bei den UCI-Straßen-Weltmeisterschaften 2019 in Yorkshire nominiert. Wegen eines schweren Sturzes auf regennasser Straße belegte er nur den vorletzten Platz. 2021 nahm er zum vierten Mal an Straßenweltmeisterschaften teil und belegte im Einzelzeitfahren Platz 47.

## Erfolge
2015
- Syrischer Meister – Straßenrennen, Einzelzeitfahren